# Pseudanophthalmus lodingi
Pseudanophthalmus lodingi är en skalbaggsart som beskrevs av Valentine. Pseudanophthalmus lodingi ingår i släktet Pseudanophthalmus och familjen jordlöpare. Inga underarter finns listade i Catalogue of Life.